# Secusio hymenaea
Secusio hymenaea là một loài bướm đêm thuộc phân họ Arctiinae, họ Erebidae.